# Krîji, Kremeneț
Krîji (în ucraineană Крижі) este localitatea de reședință a comunei Krîji din raionul Kremeneț, regiunea Ternopil, Ucraina.

## Demografie
Componența lingvistică a localității Krîji
     Ucraineană (99,54%)
     Alte limbi (0,46%)
Conform recensământului din 2001, majoritatea populației localității Krîji era vorbitoare de ucraineană (99,54%), existând în minoritate și vorbitori de alte limbi.